# Nick Covington
Nicholas Alan „Nick” Covington (ur. 23 sierpnia 1985 w Little Rock) – amerykański koszykarz, występujący na pozycjach rozgrywającego oraz rzucającego obrońcy, obecnie zawodnik GS Pétroliers.
10 stycznia 2017 został zawodnikiem Startu Lublin.

## Osiągnięcia
Stan na 24 stycznia 2017, na podstawie, o ile nie zaznaczono inaczej.
College
- Mistrz NAIA (2007)
- Wybrany do:
  - I składu konferencji (2007)
  - III składu All-American NAIA (2007)

Drużynowe
- Wicemistrz Eurobasket Summer League (2008)

Indywidualne
- Obrońca Roki Ligi Bałtyckiej (2010)
- Zaliczony przez eurobasket.com do:
  - I składu:
    - zawodników zagranicznych ligi estońskiej (2010)
    - letniej ligi Eurobasketu (Eurobasket Summer League – 2008, 2010)

  - składu honorable mention ligi Irlandzkiej (2008)
- Uczestnik konkursu rzutów za 3 punkty podczas turnieju Showcase D-League (2013)